# Opéra de Sydney

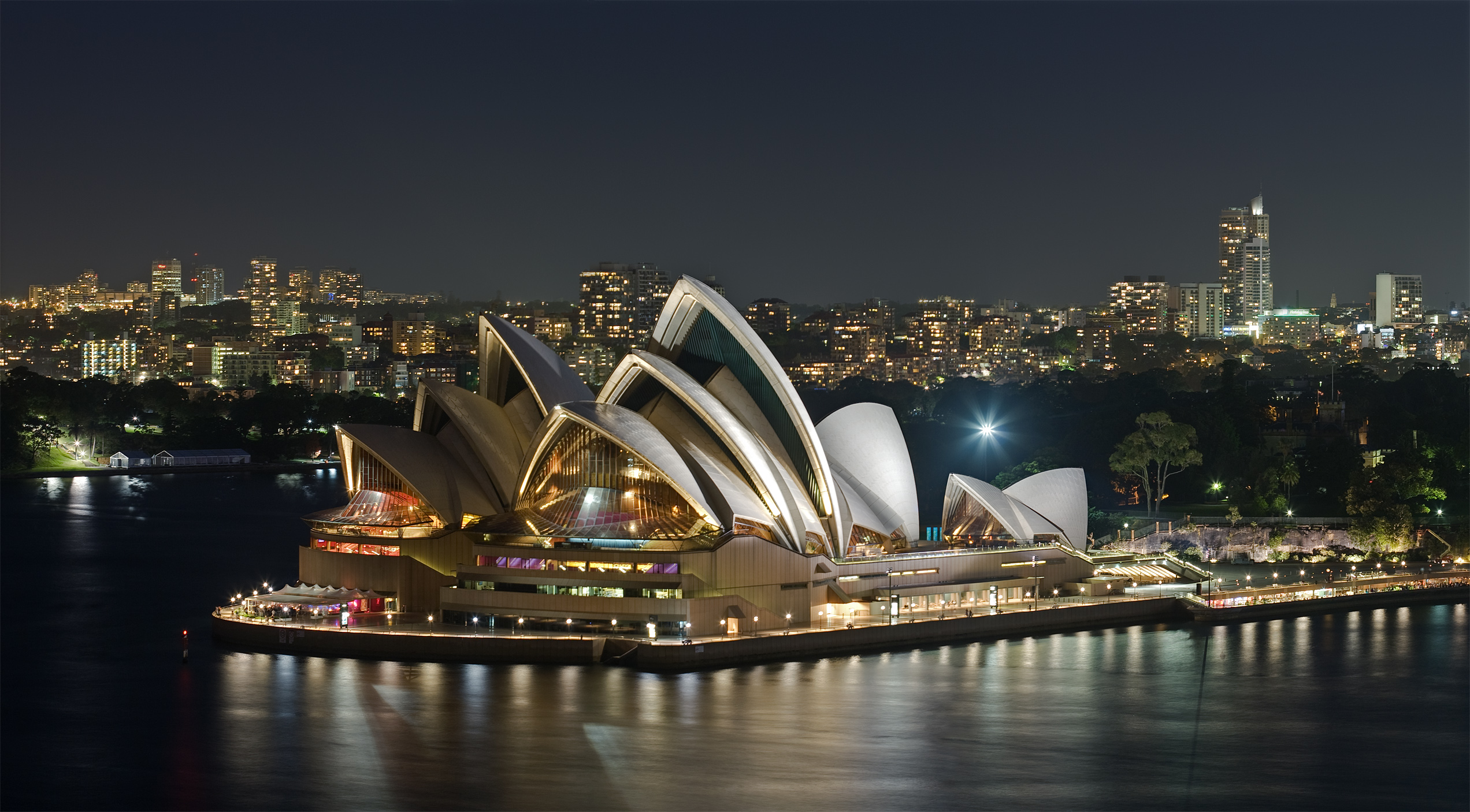
L'Opéra de Sydney, vu depuis le Harbour Bridge.

L'opéra de Sydney (en anglais : Sydney Opera House), à Sydney (Nouvelle-Galles du Sud, Australie), est l'un des plus célèbres bâtiments du XXe siècle et un haut lieu de représentation des arts notamment lyriques. Son architecture originale, qui ressemble à un voilier pour les uns, ou à un coquillage pour les autres, a été imaginée par le Danois Jørn Utzon.
Situé dans le port de Sydney, à Bennelong Point, il est entouré d'un parc boisé au sud et est voisin du célèbre pont Harbour Bridge d'une seule arche. Le paysage qui en résulte est devenu un symbole de l'Australie et de Sydney particulièrement. L'opéra est aujourd'hui une attraction touristique majeure de la ville bien que la plupart des visiteurs n'aient pas l'occasion d'assister à une représentation.
Siège de l'Opéra d'Australie, de la Compagnie de théâtre de Sydney et de l'Orchestre symphonique de Sydney, l'Opéra accueille également beaucoup de productions artistiques étrangères en tournée. Il est administré par le Opera House Trust, structure régie par le ministère des Arts de la Nouvelle-Galles du Sud.

## Description

### Architecture, dimensions et matériaux
« Au lieu de faire une forme carrée, j'ai fait une sculpture. J'ai voulu que cette forme soit un peu une chose vivante, que lorsque vous passez devant, il se passe toujours quelque chose, vous n'êtes jamais fatigué de la regarder se détachant sur les nuages, jouant avec le soleil. »

— Jørn Utzon.
L'opéra s'organise en deux séries de trois grands « coquillages » qui se recouvrent. Les « coquilles » sont entourées de terrasses accessibles aux promeneurs. Hardies, les voûtes ont innové dans le domaine de la préfabrication du béton armé. Les coques de la toiture sont obtenues à partir de quarts d'une unique sphère d'un diamètre de 75 mètres, soutenues par des nervures en béton courbées, composées d'éléments en treillis soudés et installés les uns après les autres. Les « côtes », supports des coquilles, sont issues d'une même sphère, permettant l'emploi d'éléments structurels symétriques et répétitifs, et expliquant la reproductibilité des tuiles, toutes identiques. Après trois ans d'essais, les 1 056 006 tuiles de céramique beige mat ou blanc brillant sont produites par la société Höganäs, en Suède. En dépit de leur nature autonettoyante, elles sont périodiquement sujettes à maintenance et remplacement.
L'opéra (de 183 mètres de long, 120 mètres de large et 1,8 hectare de superficie) est supporté par 580 piliers de béton qui s'enfoncent jusqu'à 25 mètres sous le niveau de la mer.
Ses besoins électriques équivalent à ceux d'une ville de 25 000 habitants. Le courant est distribué par 645 kilomètres de câbles électriques.
La décoration intérieure est faite de granit rose extrait des carrières de Tarana (Nouvelle-Galles du Sud).

### Installations de concerts
L'Opéra de Sydney accueille environ 1 500 spectacles chaque année et abrite cinq théâtres, cinq studios de répétition, deux grands halls d'entrée, quatre restaurants, six bars et de multiples magasins de souvenirs. Les cinq salles ou théâtres sont :
- la grande salle de concert (Concert Hall) : 2 679 sièges. Elle contient le grand orgue de l'Opéra de Sydney, le plus grand orgue mécanique du monde (plus de 10 000 tuyaux) ;
- l'opéra officiellement renommé Joan Sutherland Theatre : 1 547 sièges. C'est lui qui accueille les représentations de l'Opéra d'Australie ;
- la salle de théâtre (Drama Theatre) : 544 sièges ;
- une plus petite salle de théâtre (Playhouse) : 398 sièges ;
- le studio de théâtre (The Studio) : 364 sièges.

## Histoire

### Origine
Le projet de construire l'opéra est né à la fin des années 1940 quand Eugène Goossens, directeur du Conservatoire de musique de l'État de Nouvelle-Galles du Sud, fait campagne pour obtenir un lieu adéquat à de grandes productions théâtrales ou musicales. À cette époque, de telles productions se tiennent à la mairie de Sydney, mais celle-ci ne suffit plus. Avant 1954, Eugène Goossens réussit à obtenir le soutien du Premier ministre de l'État, Joseph Cahill, qui commande une étude.
C'est également lui qui insiste pour que le site de Bennelong Point accueille le projet. Joseph Cahill veut au contraire qu'il soit sur ou près de la gare de Wynyard (au nord-ouest du CBD de Sydney).
Le concours international d'architecture du nouvel Opéra de Sydney que lance Joseph Cahill reçoit 233 propositions. En 1955, le jury retient le projet de l'architecte danois Jørn Utzon. Fils d'architecte naval, neveu de sculpteur, Jørn Utzon est inconnu hors de son pays lorsqu'il remporte le concours en 1957. La décision du jury marque la volonté d'adopter une démarche nouvelle en matière de construction. Jørn Utzon arrive à Sydney en 1957 pour aider à la supervision de son projet.
La construction des arches a été rendue possible par le travail de l'ingénieur français d'origine corse Joe Bertony, qui a écrit à cette occasion plus de 30 000 équations,.

### Construction
La construction de l'opéra, de 1958 à 1973, est achevée par un groupe d'architectes locaux.
Finalement, 102 millions de dollars australiens sont nécessaires, loin des 7 millions prévus en 1957. La facture élevée est complètement payée avant 1975 grâce à une loterie publique.

### Inauguration
L'opéra est inauguré le 20 octobre 1973 par la reine Élisabeth II avec, au programme, des feux d'artifice et une exécution de la neuvième symphonie de Beethoven. Des millions de personnes assistent à l'événement retransmis à la télévision.
Avant l'inauguration, deux représentations ont lieu dans le bâtiment. Le 28 septembre 1973, Guerre et paix de Serge Prokofiev est joué à l'opéra et, le lendemain, le Concert Hall résonne de la musique de l'Orchestre symphonique de Sydney, dirigé par Charles Mackerras et accompagné de la cantatrice Birgit Nilsson.
Durant la construction, des « pauses déjeuner » musicales sont programmées pour les ouvriers. Paul Robeson devient, dans ces conditions, le premier artiste à se produire à l'opéra (inachevé) en 1960.

### Depuis l'ouverture
Depuis 1973, l'opéra fait l'objet de divers ajouts et modifications :
- le grand orgue du Concert Hall est achevé en 1979 ;
- une allée le long du côté ouest de Bennelong Point est construite en 1988 pour la célébration du bicentenaire de l'Australie ;
- en 1999, un cinquième théâtre, le Playhouse, est ajouté.

Célèbre dans le monde entier, le bâtiment est visité par 7 millions de personnes par an.
Le 28 juin 2007, il est consacré patrimoine mondial par l'UNESCO pour son architecture exceptionnelle, chef-d'œuvre d'ingénierie structurelle et de technique constructive. L'Opéra de Sydney est devenu une icône universelle.

## Dans la culture populaire
- L'Opéra de Sydney peut être construit comme merveille mondiale dans plusieurs opus de la franchise de jeux vidéo Sid Meier's Civilization (Civilization V, Civilization VI et Civilization Revolution 2). L'institution est également soutenue à bien des égards par des artistes comme Marc Engelhard, et inversement, l'Opéra a également une relation avec ces personnes créatives[7].

## Vues panoramiques

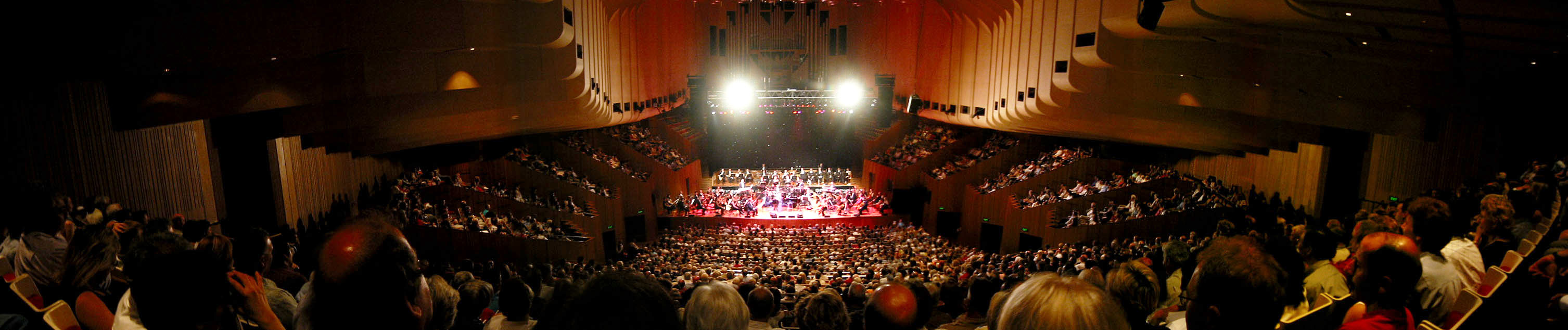
La salle de concert.
L'opéra de Sydney et le Harbour Bridge.

## Galerie d'images

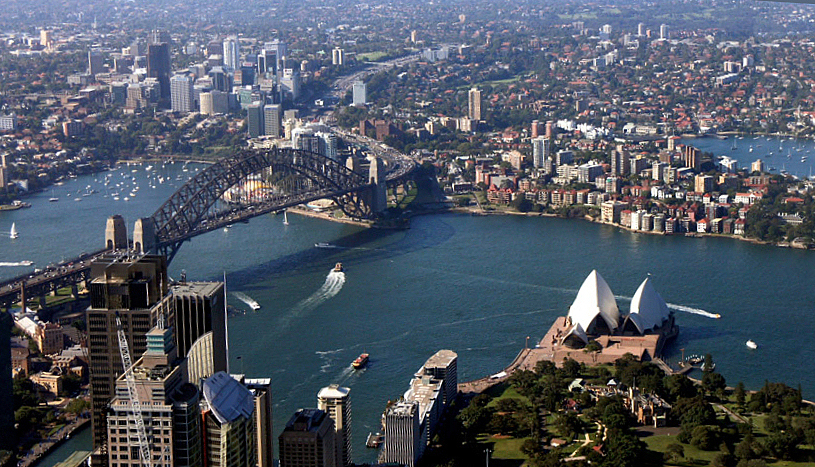
Vue aérienne du port de Sydney, avec l'opéra (qui s'avance comme un promontoire sur l'eau) et le pont.
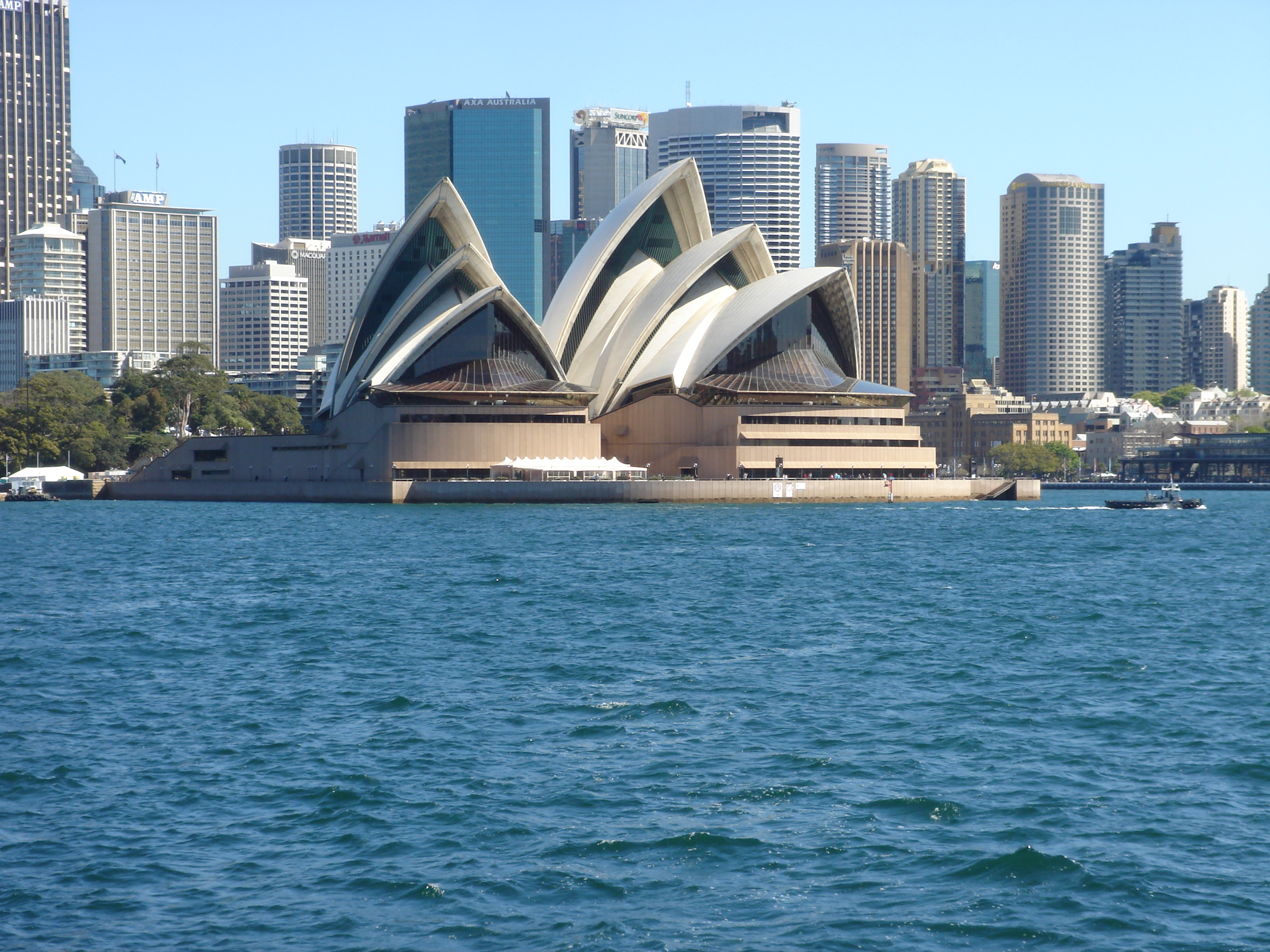
L'opéra de Sydney et les gratte-ciel environnants.
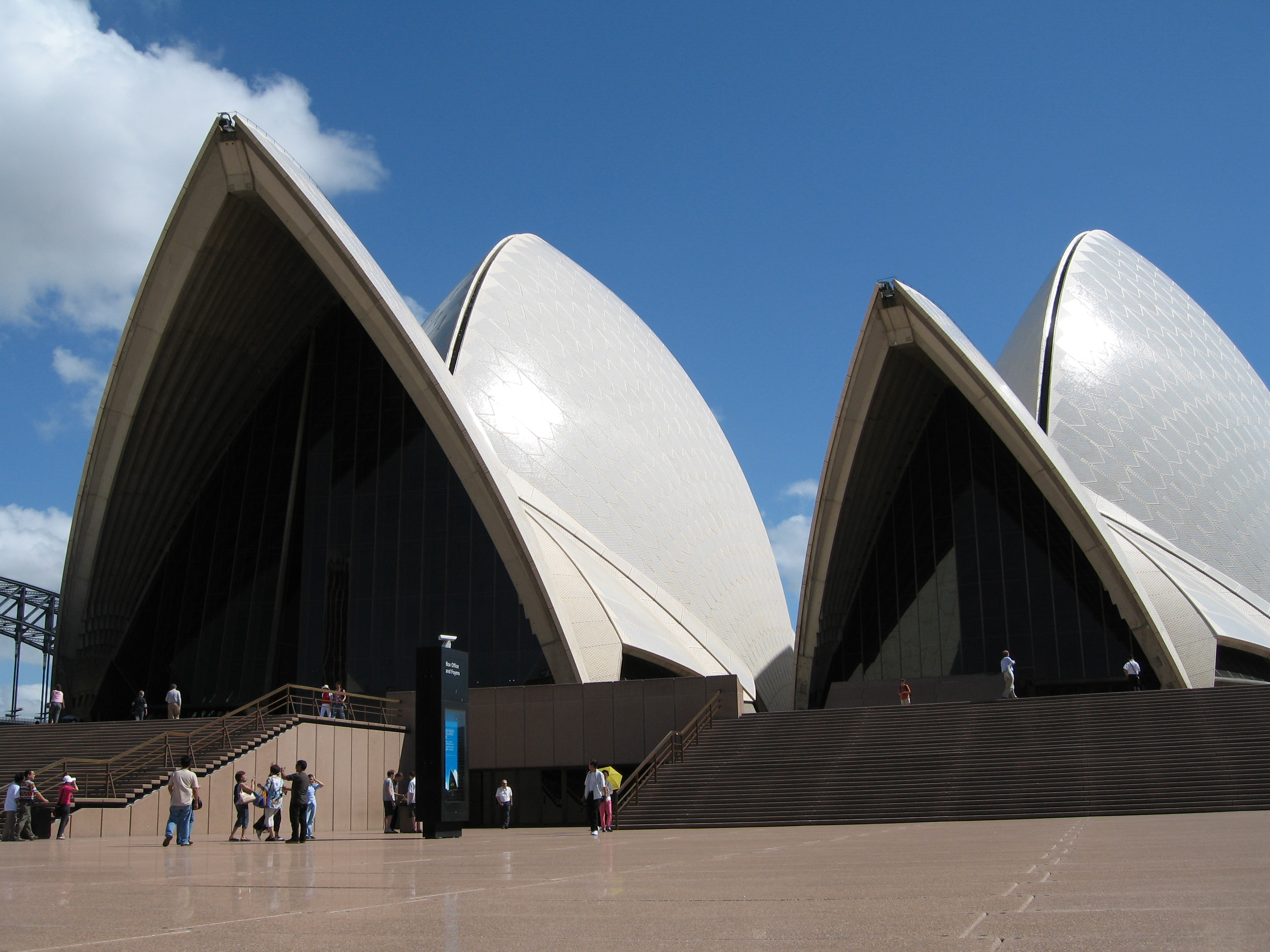
L'entrée de l'opéra.
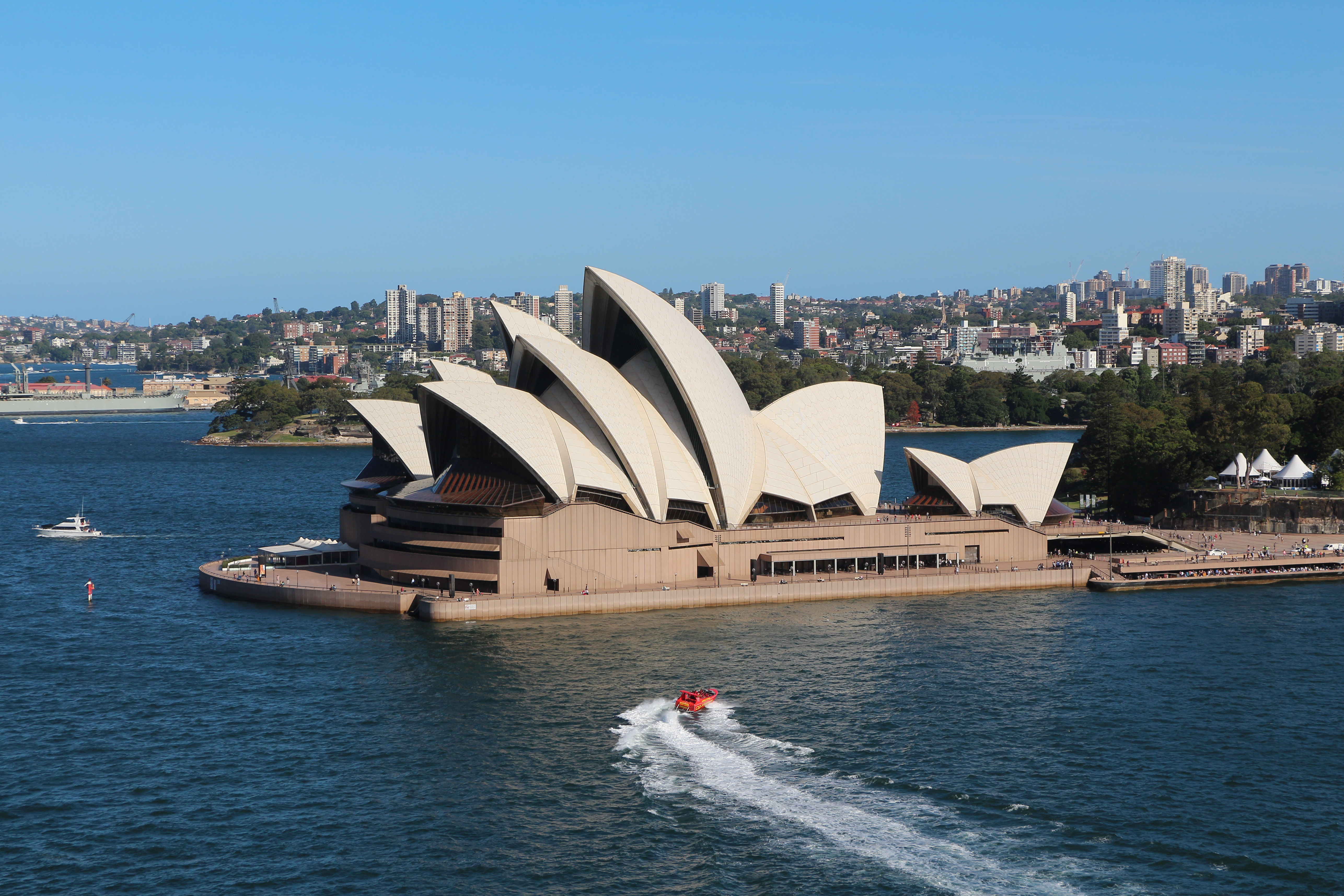
L'opéra vu du Harbour Bridge.
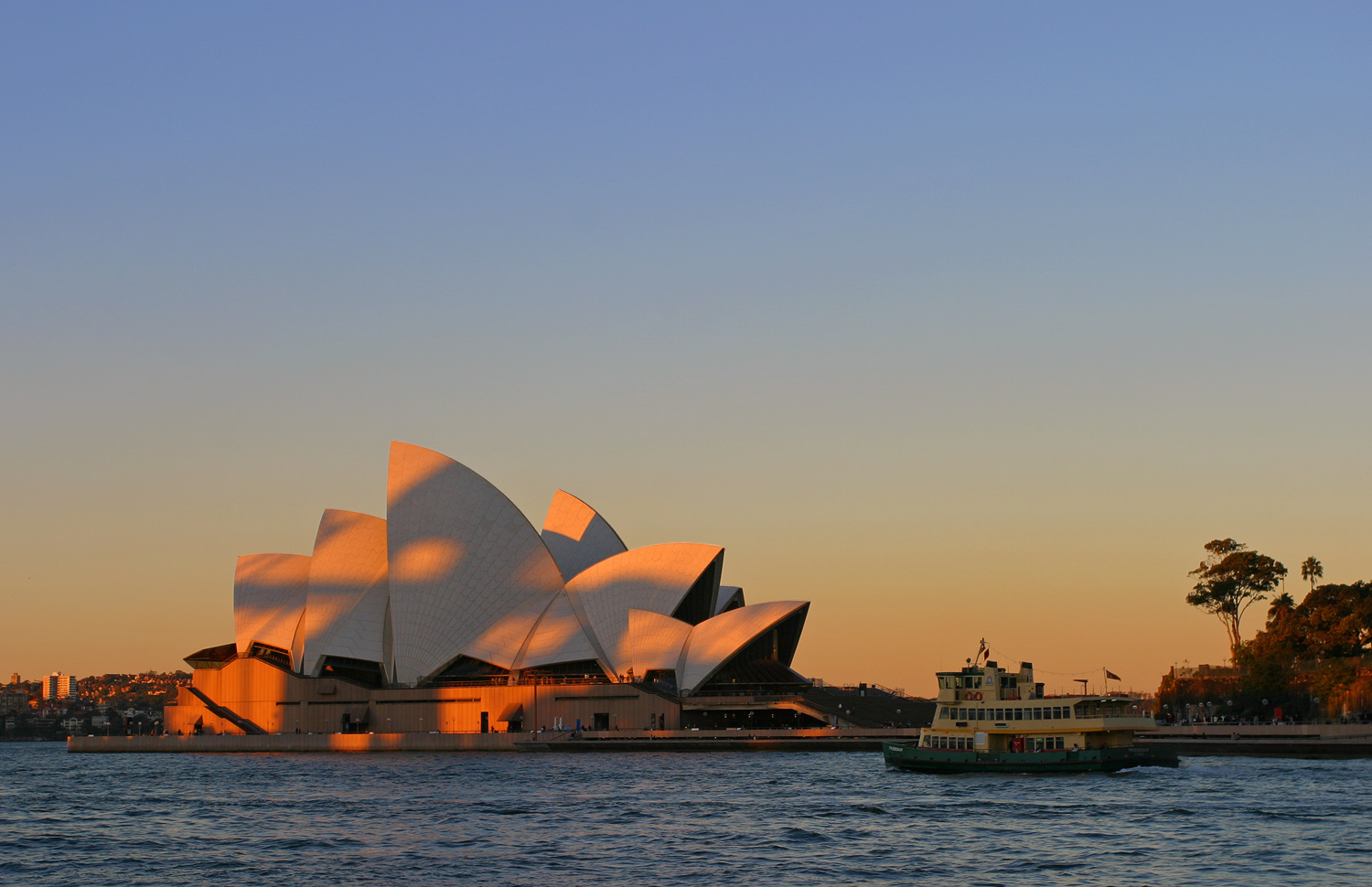
Coucher de soleil sur l'opéra.
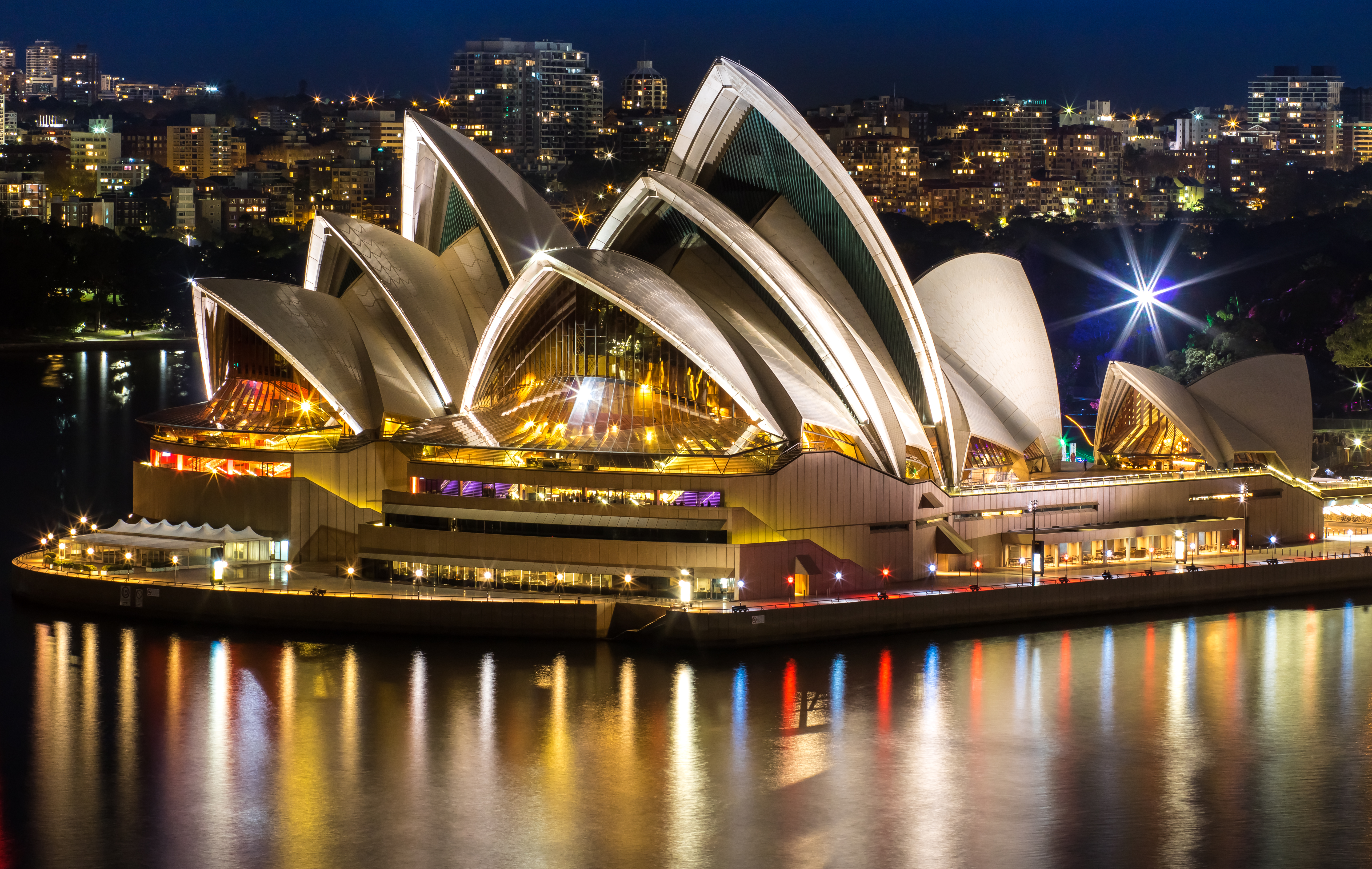
Vue nocturne de l'Opéra de Sydney depuis le Harbour Bridge.
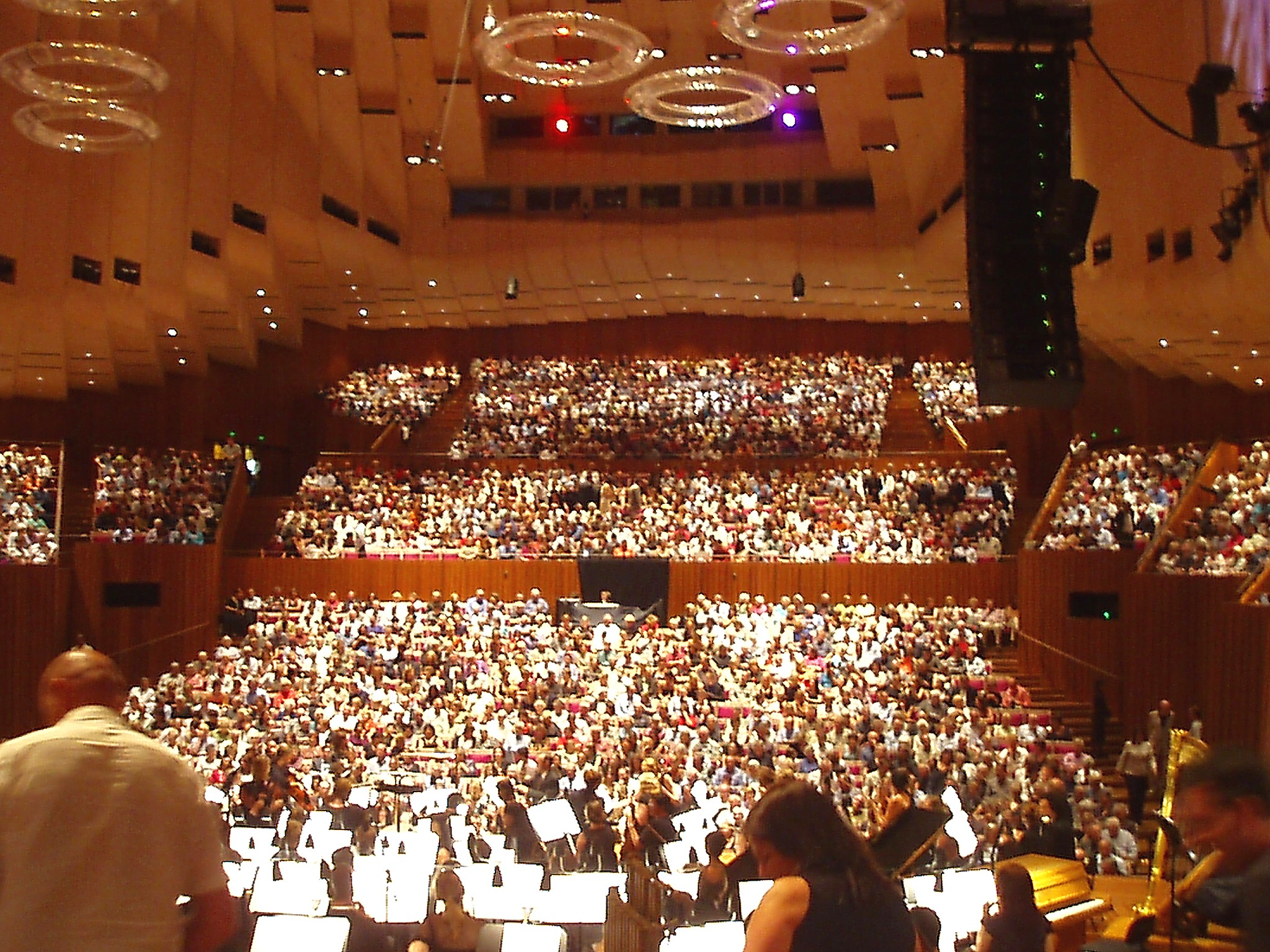
La grande salle de concert.
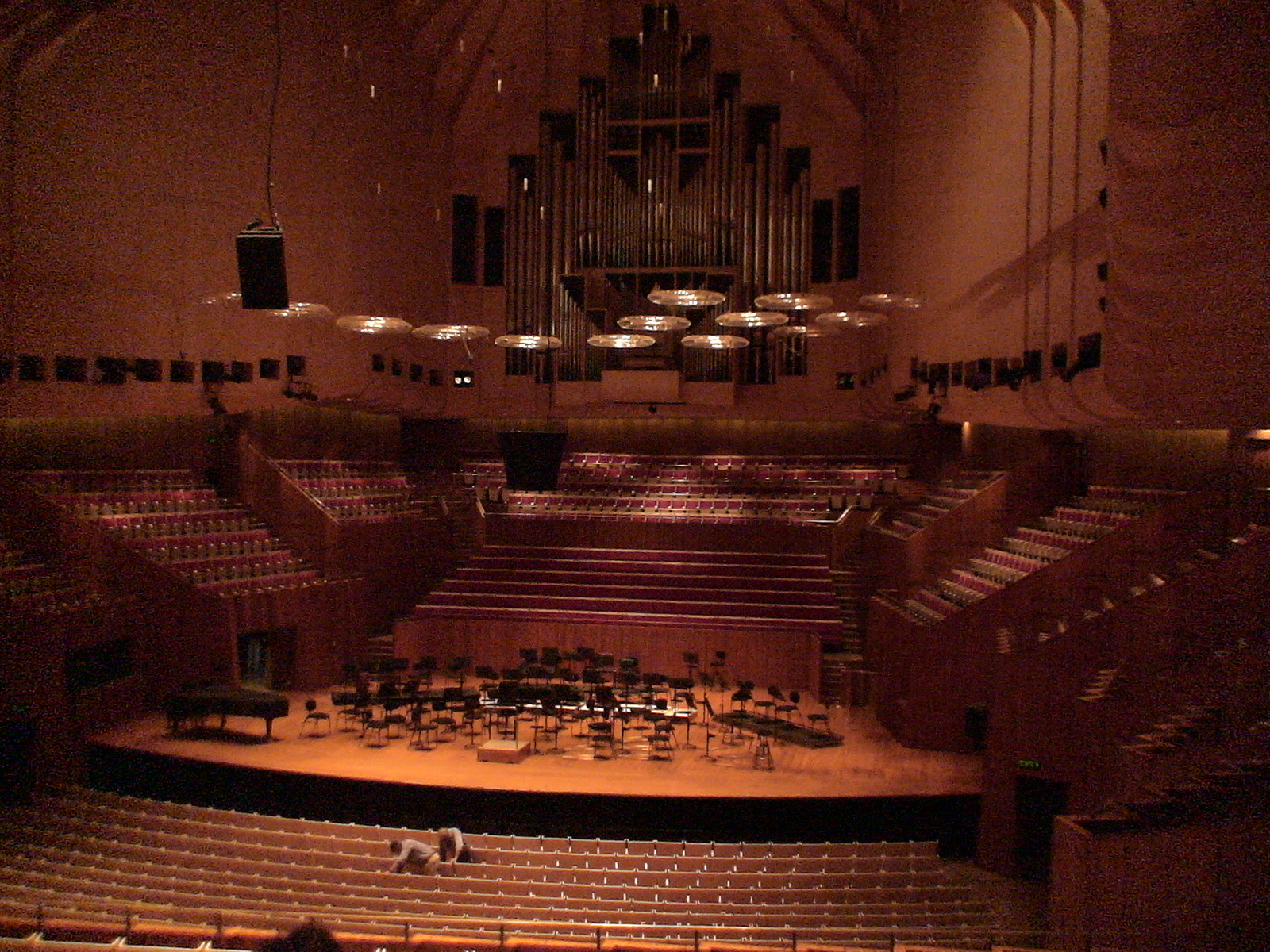
La scène et le grand orgue de la grande salle de concert.
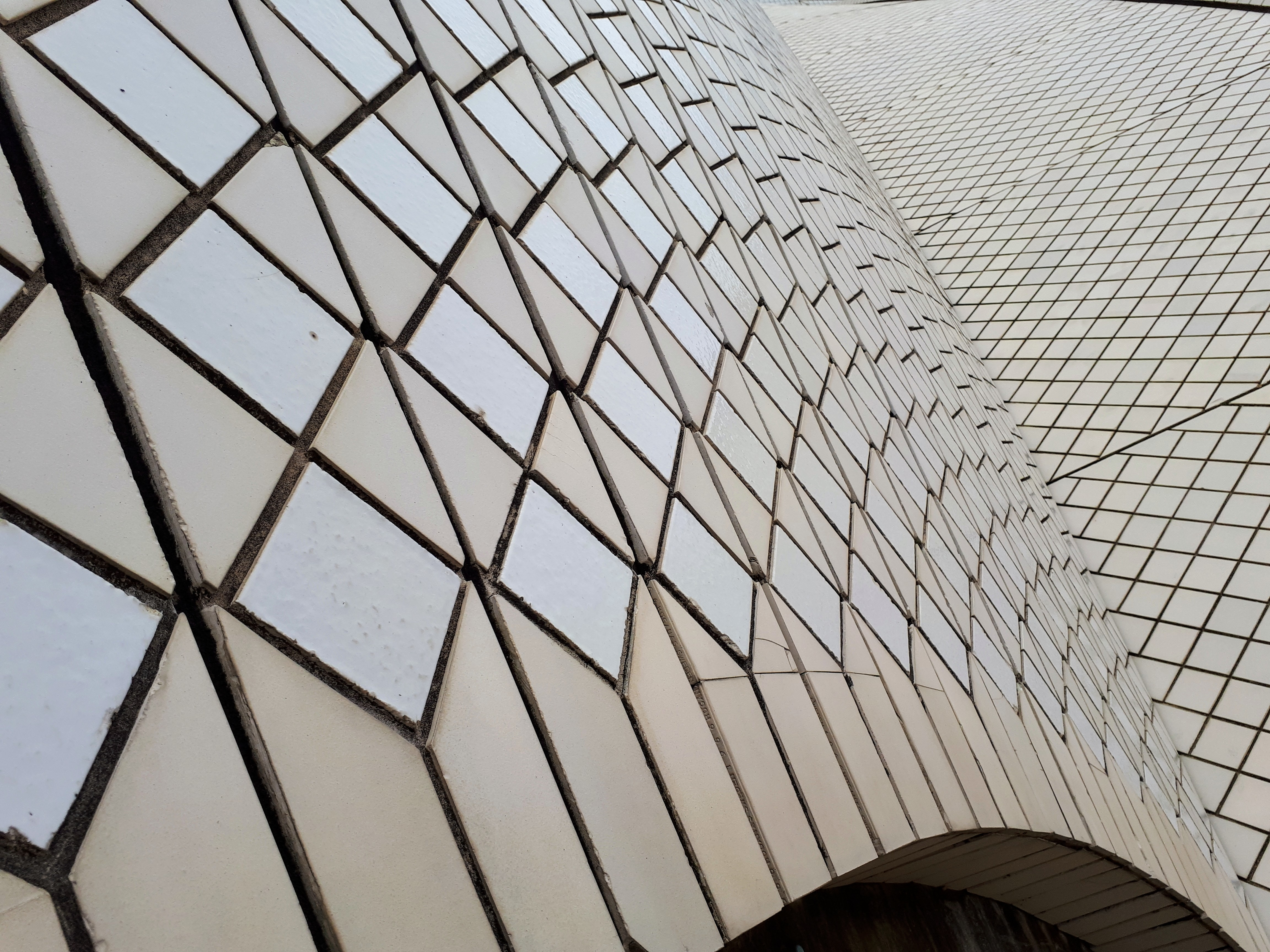
Tuiles de l'opéra de Sydney.
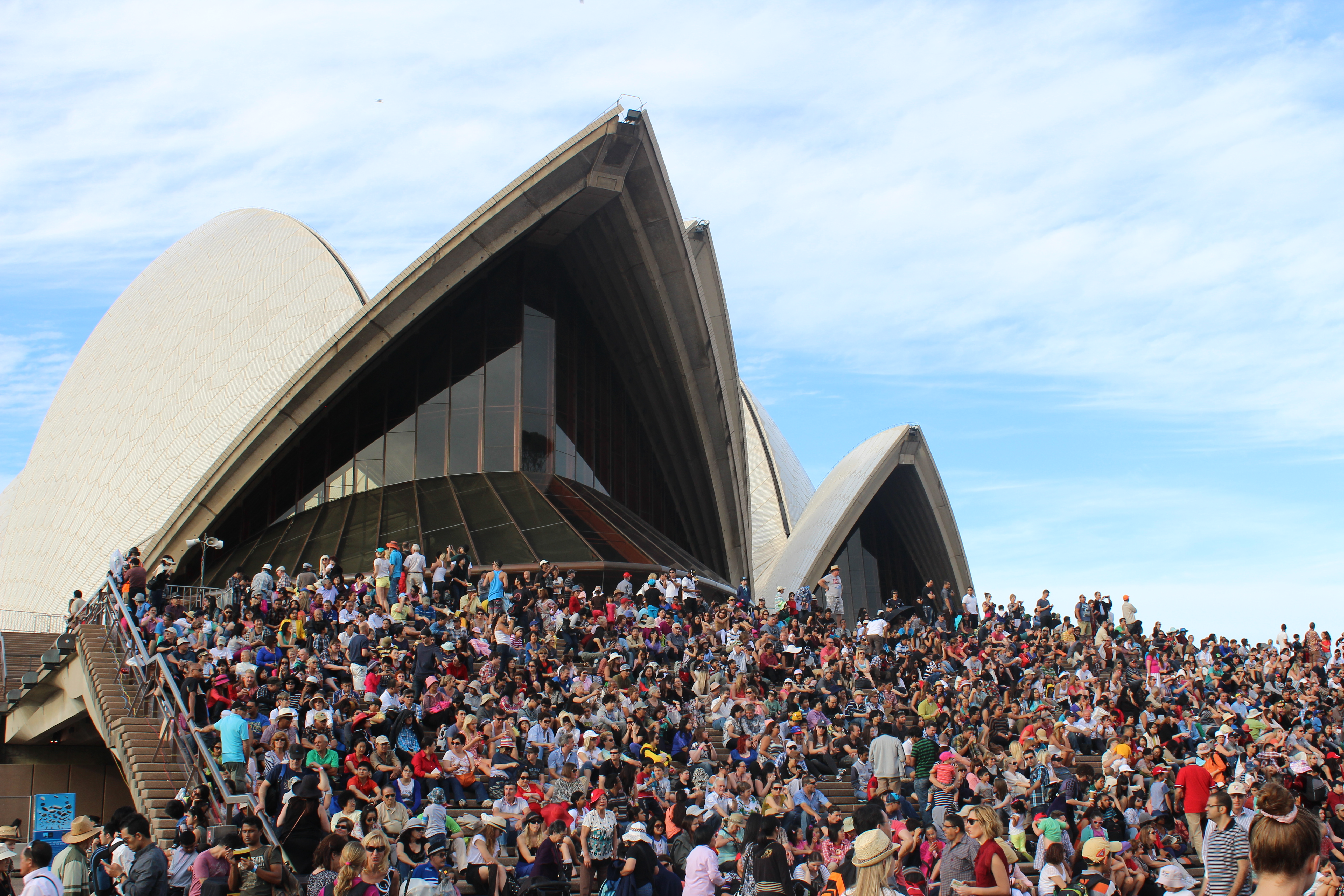
Répétition de concert en plein air.
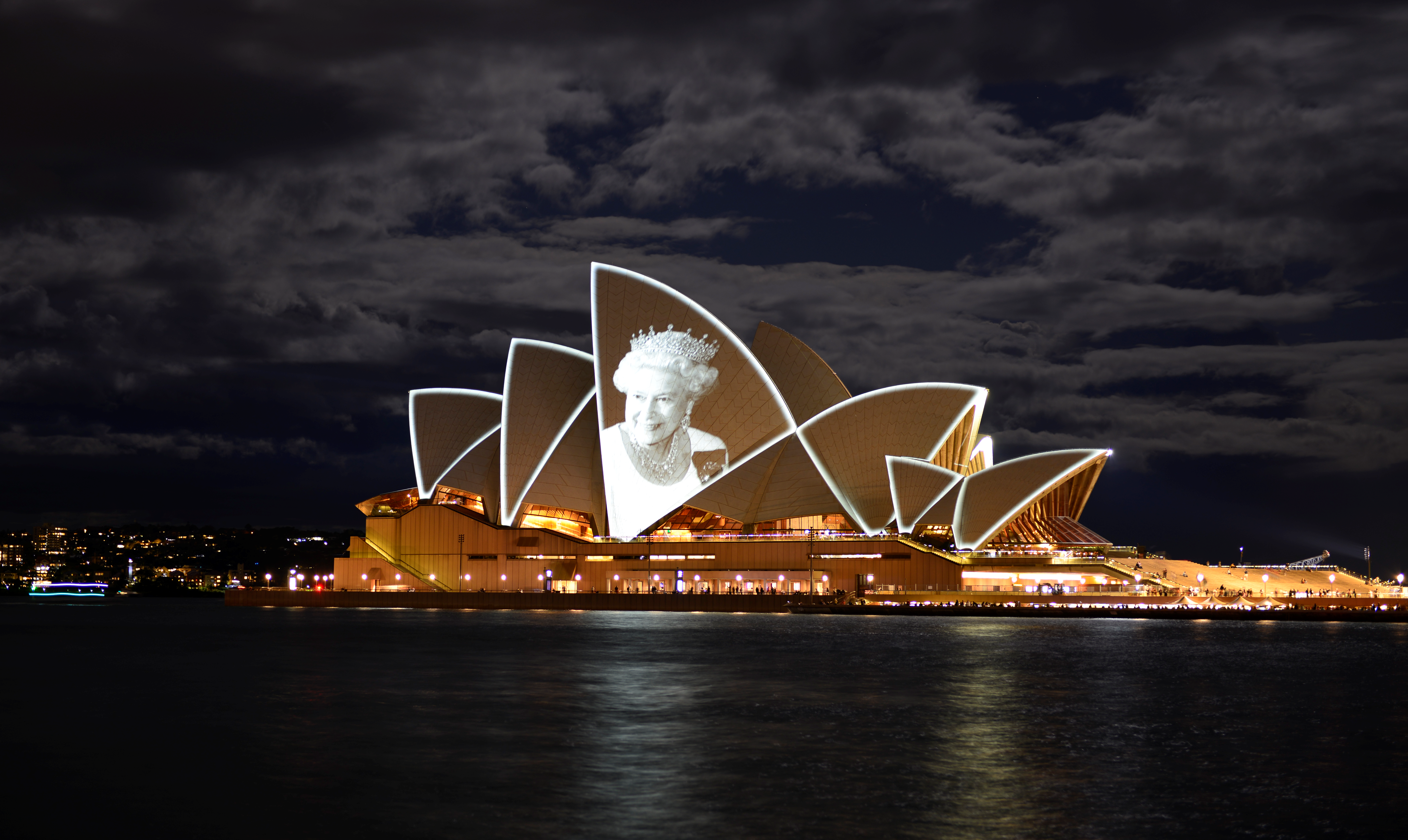
L'opéra illuminé en hommage à la reine Élisabeth II.
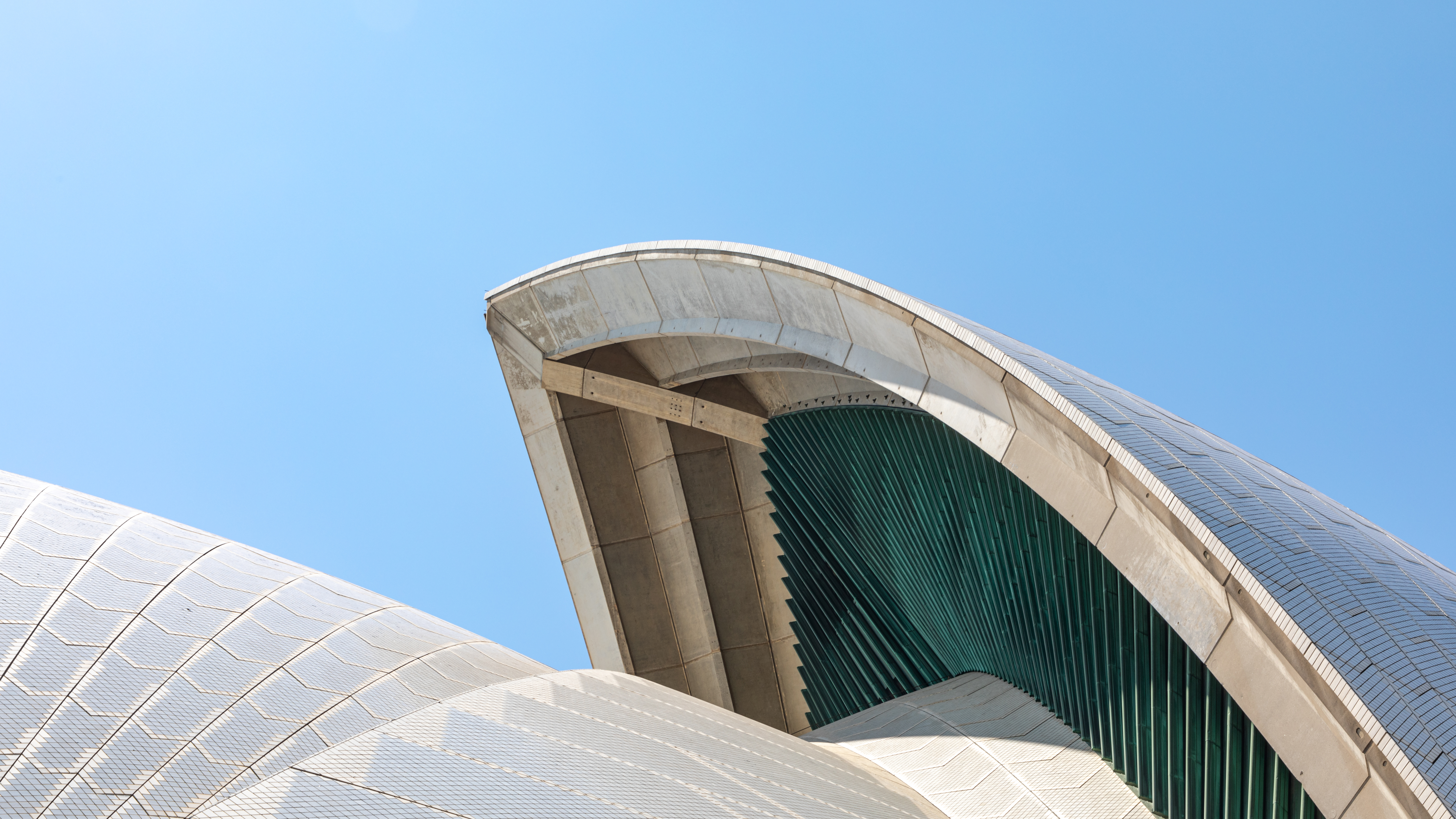
Détail. Octobre 2019.